# 浅田浩二
浅田 浩二（あさだ こうじ、1933年（昭和8年）12月6日 - 2013年（平成25年）12月15日）は、日本の農芸化学者。京都大学名誉教授。農学博士。位階は従四位。淺田浩二と綴られることもある。京都市伏見区に在住した。京都府出身。

## 概要
福山大学 生命工学部元教授（生命工学科）。オーストラリア国立大学非常勤講師。
JSPP（日本植物生理学会）サイエンスアドバイザー。岡山県生物学総合研究所研究アドバイザー。
多くの餓死者を出した敗戦直後の時期に少年時代を過ごした体験から、農学者の道を志す。
世界に先駆けて、活性酸素の生成-消去バランスが好気性生物の生存にとって重要であることを提唱し、1960年代後半頃より、生物に害を及ぼす反応性の高い酸素の分子種（・O2−, H2O2, ・OH, 1O2 など）をまとめて「活性酸素」と呼ぶことを提唱した。
また植物光合成の場である葉緑体における活性酸素の生成と消去のメカニズムを解明し、活性酸素を中心に植物の環境ストレス耐性の機構を明らかにするとともに、人類の生存に必要な二酸化炭素の固定に不可欠である光合成の仕組みを解き明かした。
2013年12月15日午後4時28分、京都府宇治市の病院で80歳にて死亡。歿日付で従四位。

## 研究職歴
- 1956 京都大学農学部農芸化学科 卒業
- 1958 京都大学大学院農学研究科修士課程 修了（京都大学農学博士）
- 1958-1968 京都大学食糧科学研究所助手
- 1963 農学博士（京都大学）
- 1968-1969 京都大学 講師
- 1969-1985 京都大学食糧科学研究所 助教授
- 1985-1997 京都大学食糧科学研究所 教授
- 1988-1995 ヴュルツブルク大学（ドイツ）客員教授
- 1997- オーストラリア国立大学（キャンベラ）非常勤客員講師
- 1997-2006 福山大学生命工学部教授（生命工学科）
- 1998-1999 日本植物生理学会 会長

## 受賞
- （1974、国内）、日本農芸化学会「農芸化学奨励賞」
- （1993、国内）、日本農芸化学会賞
- （1993、ドイツ）、フンボルト財団 「フンボルト研究賞」
- （1997、国内）、日本植物生理学会「論文賞」（共同受賞）
- （1997、国内）、紫綬褒章
- （1998、国内）、SFRR Japan（日本フリーラジカル学会）「学術奨励賞」
- （1998、USA）、Highly Cited Researchers in Plant and Animal Science (Institute for Scientific *Information, USA)
- （2003、国内）、マテリアルライフ学会「総説賞」
- （2004、国内）、日本農芸化学会 終身会員
- （2008、国内）、みどりの学術賞
- （2009、国内）、瑞宝中綬章[2]
- （2009、国内）、日本植物生理学会「功績賞」

## 主な著書
- 活性酸素―生物での生成・消去・作用の分子機構 (1989)
  - （共同編集）中野稔、大柳善彦、浅田浩二 出版社：共立出版
- 活性酸素測定マニュアル（共著）(1992)（KS医学・薬学専門書）
  - （共同編集）浅田浩二、中野稔、沼カツ子 出版社：講談社
- NOとスーパーオキシド―臓器特性と分子病態 (1996)
  - （共同編集）井上正康、谷口直之、佐藤英介、浅田浩二、出版社：日本アクセル・シュプリンガー出版
- 葉緑体活性酸素消去酵素のミクロ局在性とアスコルビン酸ラジカルの生成と消去 (1997)
  - フリーラジカルの臨床 出版社：日本医学館
- ビタミンC（共著）(1998)
  - 抗酸化物質のすべて 出版社：先端医学社
- 葉の光環境変動に対する迅速適応 (1999)
  - 植物の環境応答-生存戦略とその分子機構 出版社：秀潤社
- 植物の葉はなぜ日焼けをしないのか? (2000)
  - 生物の光障害とその防御機構 出版社：共立出版
- 酸素と生物 (2003)
  - 農芸化学の事典 出版社：朝倉書店
- 光合成事典 (編集)日本光合成研究会 (2003)
  - 活性酸素消去系，活性酸素の生成反応、グアヤコールペルオキシダーゼ、抗酸化酵素、ステート遷移、代替的電子伝達、光阻害の抑制、ペルオキシダーゼ、水ー水サイクル、ラジカル
- 光合成の辞典、出版社：学会出版センター

## 主な論文
- 葉緑体H2O-脱水素酵素の分子的性質の解明
  - 浅田浩二研究代表 1987.3.

- 光による葉緑体チラコイド失活の分子機構
  - 浅田浩二 研究代表者 1988.3.

- 植物の光・酸素ストレス適応の分子機構
  - 浅田浩二研究代表 1990.3.

- 透過膜-質量分析計による溶液中ガス濃度連続測定の迅速高感度化とその応用
  - 浅田浩二研究代表 1990.3.

- 葉緑体アスコルビン酸ペルオキシダーゼ自殺基質作用機作の解明と除草剤の開発
  - 浅田浩二研究代表 1992.3.

- ラン藻の光・酸素ストレス適応の分子生物学的機構
  - 浅田浩二研究代表 1992.3.

- Frontiers of reactive oxygen species in biology and medicine : proceedings of the 6th International Conference on Superoxide and Superoxide Dismutase, Kyoto, Japan, October 11-15, 1993
  - editors, Kozi Asada and Toshikazu Yoshikawa. -- Excerpta Medica, 1994. -- (International congress series ; no. 1058).

- NAD(P)H（NADH）-循環的電子伝達の分子機構
  - 浅田浩二研究代表, 1994.3.

- ラン藻・葉緑体チラコイド膜結合NAD(P)H（NADHデヒドロゲナーゼ）の単離と生理的機能
  - 浅田浩二研究代表、1996.3.

## 所属学会
- 日本植物生理学会（学会賞選考委員、会長、編集長、年会委員長 2000-2001,1992-1993,1998-1999,1995-1997,1996-1997, 2001-2002 国内）
- 日本生化学会（理事,編集委員,近畿支部支部長 1990-1991,1991-1992,1995-1996 国内）
- 日本農芸化学会（編集委員、受賞選考委員、編集顧問 1991-1992, 1993-1994, 2001-2002, 2004- 国内）
- 日本植物学会（国内）
- 日本生物環境調節学会（国内）
- 日本過酸化脂質・フリーラジカル学会（国内）
- 日本宇宙生物科学会（国内）
- Society for Free Radical Research（国外）
- American Society of Plant Biologists（International Board of Monitoring Editor 2001-2005 国外）
- International Society of Photosynthesis Research（Associate Editor 1998-2004 国外）